# Naked Lunch
Naked Lunch is een film van David Cronenberg uit 1991, die elementen van een literaire verfilming combineert met die van een biopic. Als basis voor de film dient het gelijknamige boek van William S. Burroughs. Het boek werd onverfilmbaar geacht, vanwege de onnavolgbare verhaalstructuur; de roman beschreef een serie van min of meer onsamenhangende hallucinogene paranoïde nachtmerries. De uitwerking door Cronenberg, die biografische elementen zoals Burroughs' moord op zijn eigen vrouw Joan en zijn vriendschap met beatgenerationschrijvers Jack Kerouac en Allen Ginsberg (als respectievelijk Hank en Martin) toevoegde om de cohesie van het verhaal te vergroten, werd overwegend goed ontvangen. De sfeer die over de film hangt is die van een jaren 50 film noir.

## Verhaal
De film vertelt over de levenswandel van William Lee, een ongediertebestrijder die erachter komt dat zijn vrouw, Joan, samen met vrienden over is gegaan op een wat creatiever gebruik van de insecticiden die hem ter beschikking staan. Hij wordt opgepakt door de politie en denkt dat hij zelf als gevolg van blootstelling aan het bug powder aan het hallucineren is. Wanneer de hoofdinspecteur van politie (in de gedaante van een grote zwarte kever) hem de opdracht geeft zijn vrouw te vermoorden, neemt hij dit voor kennisgeving aan. Als hij dit daadwerkelijk doet (tijdens een uit de hand gelopen Willem Tell-impersonatie) vlucht hij naar de Interzone, een soort vrijstaat die doet denken aan het Marokko zoals afgebeeld in de film Casablanca en waar creativiteit, herenliefde en drugsgebruik hand in hand lijken te gaan. Hier begint hij het verslag te schrijven van zijn missie, dat de basis voor het boek Naked Lunch zal vormen. Al schrijvend wordt hij zich er bewust van dat typemachines in Interzone een eigen bewustzijn en wil hebben. En zijn typemachine wil dat hij een lokaal drugskartel infiltreert en ontmaskert, dit kan hij doen via Joan Frost, de vrouw van een bevriende zakenman/schrijver, die als twee druppels water lijkt op zijn eigen vrouw.

## Rolverdeling
| Acteur            | Personage           |
| ----------------- | ------------------- |
| Peter Weller      | William Lee         |
| Judy Davis        | Joan Lee/Joan Frost |
| Ian Holm          | Tom Frost           |
| Julian Sands      | Yves Cloquet        |
| Roy Scheider      | Dr. Benway          |
| Monique Mercure   | Fadela              |
| Nicholas Campbell | Hank                |